# وادي بطحان
وادي بطحان أحد أبرز أودية المدينة المنورة يسير من جنوبها وحتى غربها، وقد ورد اسمه في حديث النبي فقال: "أن وادي بطحان على ترعة من ترع الجنة"، وقد روي أن النبي توضأ من هذا الوادي يوم غزوة الأحزاب. وهو أحد الأودية الكبيرة في المدينة المنورة، ويتكون من مسايل عدة

## مسايل وادي بطحان
- مسيل يأتي من منطقة ذي حدر إلى قربان، حيث يلتقي مع الأودية الأخرى، ومنها: مسيل وادي رانوناء الذي في جنوبي المدينة، ومنها: مسيل وادي مذينيب، ووادي مهزور الآتيين من شرقي المدينة. وتمتد هذه المسايل وتكون مجرى يمر شمالاً غربي المسجد النبوي في منطقة السيح إلى غربي جبل سلع ويمتد بتعرج قليل إلى منطقة زغابة مجمع الأسيال

## تسميته
سمي بطحان لأن القسم الذي يجري فيه داخل المدينة سهل منبطح، وقد سمي بأبي جيدة لأن الشيخ جيدة جد آل برادة أقام سدوداً من الجص لصد هذا السيل حتى لا يداهم الأحوشة الجنوبية من المدينة. وقد غطي مجرى بطحان قبل عدة سنوات بدءاً من منطقة قربان.

## في الحديث الشريف
وفي رواية عن أم المؤمنين عائشة  قالت: سمعت رسول الله صلى الله عليه وسلم يقول: أن بطحان على ترعة من ترع الجنة. وفي رواية على بركة من برك الجنة. وفي حديث آخر عن ثابت بن شماس: أن رسول الله صلى الله عليه وسلم دخل على ثابت بن قيس بن شماس  وهو مريض، فقال: اكشف الباس رب الناس عن ثابت بن قيس بن شماس، ثم أخذ تراباً من بطحان فجعله في قدح ثم نفث عليه بماء، وصبه عليه.